# Gerson Rodrigues
Gerson Rodrigues, né le 20 juin 1995, est un footballeur international luxembourgeois qui évolue au poste d'ailier à Kanchanaburi Power (en).

## Biographie

### En club
Rodrigues joue pour les clubs luxembourgeois du FC Swift Hesperange, du CS Fola Esch et du Racing FC Union Luxembourg, avant d'être transféré au SC Telstar aux Pays-Bas.
Après une saison en 2e division néerlandaise, il tente sa chance en première division moldave, au FC Sheriff Tiraspol, le champion moldave.
En janvier 2019, il signe pour le Júbilo Iwata en J. League 1, et devient le tout premier joueur luxembourgeois à évoluer dans le championnat japonais.
Après une demi-saison réussie, et à la suite de bonnes prestations en équipe nationale, Rodrigues est transféré au Dynamo Kiev en août 2019. Le montant du transfert s'élève à 2 millions d'euros, ce qui s'avère être le second transfert le plus élevé pour un joueur luxembourgeois.
En janvier 2020, Rodrigues est prêté au MKE Ankaragücü. Titulaire pour ses débuts en Süper Lig le 2 février 2020, Rodrigues marque sur penalty et permet un nul 1-1 contre le Kasımpaşa SK. La journée suivante, il délivre une passe décisive à Dever Orgill offrant une victoire 1-0 face au Yeni Malatyaspor.
Il est prêté à l'ESTAC Troyes pour la saison 2021-2022. 
Le Luxembourgeois est mis à pied par le club le 16 février 2022 en raison de manquements au code disciplinaire. Un mois plus tard, le club annonce que le Luxembourgeois s'est fait licencier, puisqu'aucun « arrangement n'ayant été possible entre les deux parties devant la commission juridique de la LFP ».
Le 30 mars 2022, alors que le championnat ukrainien est à l'arrêt en raison de l'invasion russe, Rodrigues est prêté à l'Eyüpspor en deuxième division turque.

### En sélection
Rodrigues fait ses débuts internationaux pour le Luxembourg en 2017. Il joue son premier match en équipe nationale le 25 mars 2017, contre la France, lors des éliminatoires du mondial 2018 (défaite 1-3). Lors du match retour, il touche le poteau alors que le Luxembourg accroche un point historique face aux futur champions du monde.
Il marque son premier but le 22 mars 2019, contre la Lituanie, lors d'un match comptant pour les éliminatoires de l'Euro 2020 (victoire 2-1). Il inscrit son deuxième but le 7 juin 2019, contre la Lituanie, lors de ces mêmes éliminatoires (1-1).
Il inscrit son troisième but le 26 mars 2021 face à l'équipe d'Irlande (victoire 0-1) puis son quatrième face au Portugal le 30 mars 2021 (défaite 1-3) dans des matchs comptant pour les éliminatoires de la coupe du monde 2022.

## Statistiques

### Statistiques en club
| Saison                | Club                           | Championnat           | Championnat | Championnat | Championnat | Coupe nationale | Coupe nationale | Coupe nationale | Coupe de la Ligue | Coupe de la Ligue | Coupe de la Ligue | Supercoupe | Supercoupe | Supercoupe | Compétition(s) continentale(s) | Compétition(s) continentale(s) | Compétition(s) continentale(s) | Compétition(s) continentale(s) | Total | Total | Total |
| Saison                | Club                           | Division              | M.          | B.          | P.d.        | M.              | B.              | P.d.            | M.                | B.                | P.d.              | M.         | B.         | P.d.       | Comp.                          | M.                             | B.                             | P.d.                           | M.    | B.    | P.d.  |
| 2012-2013             | Swift Hesperange               | Promotion d'honneur   | 2           | 1           | 0           | -               | -               | -               | -                 | -                 | -                 | -          | -          | -          | -                              | -                              | -                              | -                              | 2     | 1     | 0     |
| 2013-2014             | Swift Hesperange               | Division nationale    | 10          | 0           | 0           | 1               | 0               | 0               | -                 | -                 | -                 | -          | -          | -          | -                              | -                              | -                              | -                              | 11    | 0     | 0     |
| Sous-total            | Sous-total                     | Sous-total            | 12          | 1           | 0           | 1               | 0               | 0               | 0                 | 0                 | 0                 | 0          | 0          | 0          | -                              | 0                              | 0                              | 0                              | 13    | 1     | 0     |
| 2014-2015             | Union05 Kayl-Tétange           | Promotion d'honneur   | 22          | 4           | 0           | -               | -               | -               | -                 | -                 | -                 | -          | -          | -          | -                              | -                              | -                              | -                              | 22    | 4     | 0     |
| Sous-total            | Sous-total                     | Sous-total            | 22          | 4           | 0           | 0               | 0               | 0               | 0                 | 0                 | 0                 | 0          | 0          | 0          | -                              | 0                              | 0                              | 0                              | 22    | 4     | 0     |
| 2015-2016             | Racing Union Luxembourg (prêt) | Division nationale    | 23          | 3           | 2           | 3               | 0               | 0               | -                 | -                 | -                 | -          | -          | -          | -                              | -                              | -                              | -                              | 26    | 3     | 2     |
| Sous-total            | Sous-total                     | Sous-total            | 23          | 3           | 2           | 3               | 0               | 0               | 0                 | 0                 | 0                 | 0          | 0          | 0          | -                              | 0                              | 0                              | 0                              | 26    | 3     | 2     |
| 2016-2017             | Fola Esch                      | Division nationale    | 21          | 9           | 2           | 5               | 4               | 1               | -                 | -                 | -                 | -          | -          | -          | C3                             | 2                              | 0                              | 0                              | 28    | 13    | 3     |
| Sous-total            | Sous-total                     | Sous-total            | 21          | 9           | 2           | 5               | 4               | 1               | 0                 | 0                 | 0                 | 0          | 0          | 0          | -                              | 2                              | 0                              | 0                              | 28    | 13    | 3     |
| 2017-2018             | SC Telstar                     | Eerste Divisie        | 12          | 3           | 1           | 1               | 0               | 0               | -                 | -                 | -                 | -          | -          | -          | -                              | -                              | -                              | -                              | 13    | 3     | 1     |
| Sous-total            | Sous-total                     | Sous-total            | 12          | 3           | 1           | 1               | 0               | 0               | 0                 | 0                 | 0                 | 0          | 0          | 0          | -                              | 0                              | 0                              | 0                              | 13    | 3     | 1     |
| 2018                  | Sheriff Tiraspol               | Divizia Națională     | 22          | 8           | 3           | -               | -               | -               | -                 | -                 | -                 | -          | -          | -          | C1+C3                          | 4+3                            | 0+0                            | 0+0                            | 29    | 8     | 3     |
| Sous-total            | Sous-total                     | Sous-total            | 22          | 8           | 3           | 0               | 0               | 0               | 0                 | 0                 | 0                 | 0          | 0          | 0          | -                              | 7                              | 0                              | 0                              | 29    | 8     | 3     |
| 2019                  | Júbilo Iwata                   | J. League             | 15          | 5           | 0           | -               | -               | -               | 3                 | 2                 | 0                 | -          | -          | -          | -                              | -                              | -                              | -                              | 18    | 7     | 0     |
| Sous-total            | Sous-total                     | Sous-total            | 15          | 5           | 0           | 0               | 0               | 0               | 3                 | 2                 | 0                 | 0          | 0          | 0          | -                              | 0                              | 0                              | 0                              | 18    | 7     | 0     |
| 2019-2020             | Dynamo Kiev                    | Premier-Liha          | 8           | 2           | 0           | -               | -               | -               | -                 | -                 | -                 | -          | -          | -          | C1+C3                          | 2+2                            | 0+0                            | 0+0                            | 12    | 2     | 0     |
| 2020-2021             | Dynamo Kiev                    | Premier-Liha          | 22          | 4           | 2           | 3               | 0               | 2               | -                 | -                 | -                 | 1          | 1          | 0          | C1+C3                          | 8+4                            | 2+0                            | 0+0                            | 38    | 7     | 4     |
| 2021-2022             | Dynamo Kiev                    | Premier-Liha          | 3           | 0           | 0           | -               | -               | -               | -                 | -                 | -                 | -          | -          | -          | C1                             | -                              | -                              | -                              | 3     | 0     | 0     |
| Sous-total            | Sous-total                     | Sous-total            | 33          | 6           | 2           | 3               | 0               | 2               | 0                 | 0                 | 0                 | 1          | 1          | 0          | -                              | 16                             | 2                              | 0                              | 53    | 9     | 4     |
| 2019-2020             | MKE Ankaragücü (prêt)          | Süper Lig             | 11          | 6           | 2           | -               | -               | -               | -                 | -                 | -                 | -          | -          | -          | -                              | -                              | -                              | -                              | 11    | 6     | 2     |
| 2021-2022             | ES Troyes AC (prêt)            | Ligue 1               | 12          | 1           | 1           | -               | -               | -               | -                 | -                 | -                 | -          | -          | -          | -                              | -                              | -                              | -                              | 12    | 1     | 1     |
| Sous-total            | Sous-total                     | Sous-total            | 23          | 7           | 3           | 0               | 0               | 0               | 0                 | 0                 | 0                 | 0          | 0          | 0          | -                              | 0                              | 0                              | 0                              | 23    | 7     | 3     |
| Total sur la carrière | Total sur la carrière          | Total sur la carrière | 183         | 46          | 13          | 13              | 4               | 3               | 3                 | 2                 | 0                 | 1          | 1          | 0          | -                              | 25                             | 2                              | 0                              | 225   | 55    | 16    |

## Palmarès
Swift Hesperange
- Champion de division 2 du Luxembourg en 2013.

 Sheriff Tiraspol
- Champion de Moldavie en 2018.

 Dynamo Kiev
- Champion d'Ukraine en 2021.
- Vice-champion d'Ukraine en 2020.
- Vainqueur de la Coupe d'Ukraine en 2021.
- Vainqueur de la Supercoupe d'Ukraine en 2020.